# 夢幻泡影
『夢幻泡影』（むげんほうよう）は、1995年7月7日にアリスソフトから発売された18禁アドベンチャーゲーム。定価7500円（税抜・生産終了）。1998年11月26日には、Windowsに移植されたものが廉価版として発売された。定価2800円（税抜・生産終了）。現在は配布フリー宣言の対象ソフトである。

## 内容
本作はアリスソフト初の256色専用作品で、初のマルチエンディングアドベンチャーゲームでもある。主人公の実業家・土屋久遠が欲望の赴くままに生きる物語が刻まれる。
誰と会い、その人物に対してどう接するかはプレイヤーの自由であり、膨大な選択肢が用意されている。
エンディングの内容も多岐にわたっており、性別の課関わらず誰かと恋に落ちるものもあれば、主人公が死ぬものもある。
本作は現代を舞台としているが、大正時代寄りの雰囲気を持つ。
また、本作は人間の生と死をテーマにしたシリアスな内容だが、インパクトとウィットを目一杯詰め込んだ一発ネタも多数散りばめられている。
なお、タイトルの「夢幻泡影」は『金剛経』（金剛般若波羅蜜経）の一節、「一切有為法　如夢幻泡影　如露亦如電　應作如是觀」から取られており、「影」は呉音で「よう」と読む。

## ストーリー
主人公のは、不治の奇病で余命幾許も無いと宣告される。治る見込みのない病気に嫌気のさした彼は、自分のビルを大正風の屋敷に改装し、残された日々を思うがままに生きることにした。満足して死んでゆく道を選択した久遠を中心に、物語は彼が死を迎えるために用意した屋敷で始まる。

## 登場人物
土屋久遠（つちや くおん）
本作の主人公で27歳。元は孤児だったが、土屋和歌子に引き取られ経済に関する知識を叩き込まれる。その後和歌子の養子となり、養母の死後はその遺産を使って20歳で土屋財閥を興し、5年ほどで巨大財閥にのし上がる。現在土屋財閥の会長であるが、不治の奇病に侵されて余命幾許も無い。余命宣告を受けた際は、欲望のままに生きて満足して死ぬことを決意しており、死を迎えるための屋敷で生活を送っている。屋敷内では絶対的な支配者として君臨しており、雇っている看護婦に対して献身を求めるあまり辞職されることが多い一方、仕事と割り切って事務的な態度をとる看護婦については献身的でないとして解雇している。
阿片（あへん）
久遠の前にだけ現れる不思議な存在で、少女と青年の姿を使い分けている。久遠は阿片を受け入れる事に本能的な恐怖を抱いているが、同時に甘美な誘惑も感じている。
土屋夕姫（つちや ゆき）
久遠の妻で22歳。久遠と同じく和歌子に経済の知識を叩き込まれた孤児の一人。久遠にとって仕事上の片腕だったが、海外との取引が増えたので便宜上結婚して妻とした。子供の頃から久遠よりも静と話す事が多く、結婚後の久遠から静との仲を疑われている。
藤堂静（とうどう せい）
土屋財閥の最強ブレーンで27歳。久遠と同じく和歌子に経済の知識を叩き込まれた孤児の一人。主人公の義兄的な存在で、主人公の体のことを案じている。また夕姫にとっても義兄的な存在であるため、二人の仲も心から心配している。
土屋世羅（つちや せら）
久遠の実妹で18歳。久遠にとってただ一人の肉親。病弱で学校に行っておらず、とても無邪気な性格をしている。お兄ちゃん子で兄の久遠に対しては非常に従順であるが、兄を取られたとの思いから夕姫を憎んでいる。夕姫には西洋人形のようだと評される。
八神けいこ（やがみ けいこ）
久遠専属の看護婦で21歳。これまで久遠の元を去ってきた献身的な看護婦たちとは違って何故か辞める気配がなく、今も献身的に久遠に接し続けており、久遠は面白く思っていない。
田代穂澄（たしろ ほずみ）
屋敷のメイドで17歳。両親の借金の形として屋敷に来ており、久遠を心の底から恐れている。本作でスタッフに最も弄ばれたキャラクターで、シリアスからギャグまでバリエーション豊かなシナリオが用意されている。
安西絢夏（あんざい あやか）
土屋財閥の重役の娘である20歳の女性で、屋敷にメイドとして来ている。親が政略結婚を決めたとしても、それを快楽に変えてしまえるほど根っからの享楽家。政略家の父親から何らか依頼を受け、久遠に近付いて来た。
如月桂（きさらぎ かつら）
売出し中の15歳のアイドル歌手で、たまたま久遠に興味を抱かれる。歌手としての実力は十分に持っているが、実力が有っても後ろ楯となるコネが無くては芸能界で生き残れないことも承知している。その為に利用できるものは何でも利用する覚悟でいる。
各務さよ（かがみ さよ）
ある企業の会長の孫娘である10歳の少女で、久遠に人身御供として差し出される。実家では望まれずに生まれた子であったらしく、そのためにかなり内気で周囲に怯えてあまり感情を見せない。夕姫からは世羅と比較する形で日本人形のようだと評される。
土屋和歌子（つちや わかこ）
久遠の養母で故人。その昔、経済界で大きな影響力をもっていたが、突如として経済界より身を引いた。その後気まぐれとも思える行動で孤児を引き取り、彼らに経済のノウハウを教え込んでいたが8年ほど前に他界。その遺産は全て養子である久遠が引き継いだ。

## 制作
本作は、原画のYUKIMIをはじめとするチーム妃乃車が手掛けた。
スタッフ
- 原画：YUKIMI
- シナリオ：とり
- プログラム：しげ
- 音楽：雷丸
- CG総括：YOK

## 関連書籍
- 原画&設定資料集『夢幻泡影』（ソフトバンククリエイティブ）ISBN 4890528555